# Progressive Metal
Progressive Metal  (manchmal auch Prog Metal oder Technical Metal genannt) ist eine stilistische Synthese aus den Musikrichtungen Heavy Metal, Progressive Rock und Psychedelic Rock, die seit den 1990er Jahren zu großer Popularität gelangte. Bereits Anfang der 1980er Jahre kam es allerdings zu ersten Berührungen zwischen den beiden Genres Progressive Rock und Metal.

## Stilistische Merkmale
Progressive Metal zeichnet sich meist durch einen komplexen Aufbau der Songs aus. Das äußert sich in kunstvoller Verknüpfung mehrerer Themen, Breaklastigkeit, häufigen Tempowechseln, komplexer Perkussion und Rhythmik, unter anderem auch durch Überlagerung verschiedener Rhythmen (Polyrhythmik) und Taktarten (Polymetrik), instrumententechnischer Finesse (Virtuosität der Musiker) und nicht selten auch Überlänge (zum Beispiel A Change of Seasons, Six Degrees of Inner Turbulence und Octavarium von Dream Theater oder The Divine Wings of Tragedy und The Odyssey von Symphony X, alle über 20 Minuten). Gerne wird auch versucht, den hohen musikalischen Anspruch durch entsprechende Lyrics in Form von epischen Songtexten und Konzeptalben zu unterstreichen. Beispiele sind Metropolis Pt. 2: Scenes from a Memory von Dream Theater, Operation: Mindcrime von Queensrÿche oder Be von Pain of Salvation.
Typisch für die Veröffentlichung von Konzeptalben im Progressive Metal ist die Medialisierung dieser in Musikvideos, den Artworks der Band und weiteren visuellen Aspekten, die den musikalischen Anspruch mit einer visuellen Ästhetik unterstützen und das Konzeptalbum zu einer Art Gesamtkunstwerk werden lassen. Die deutsche Progressive-Metal-Band Monosphere veröffentlichte 2021 ein Buch über das Schreiben eines Progressive-Metal-Konzeptalbums, das am Beispiel ihres Debütalbums "The Puppeteer" sowohl die Stilistik des Progressive Metal diskutiert, als auch die entscheidenden Parameter aufzeigt.
Des Weiteren wird das Instrumentenspektrum gegenüber dem klassischen Metal häufig erweitert. Während Synthesizer nahezu fester Bestandteil der meisten Progressive-Metal-Formationen sind, werden nicht selten auch Streich- und Blasinstrumente sowie diverse ethnische Instrumente verwendet, die in die Kompositionen und das Ensemble integriert sind und nicht lediglich als Gimmick dienen.

## Geschichte

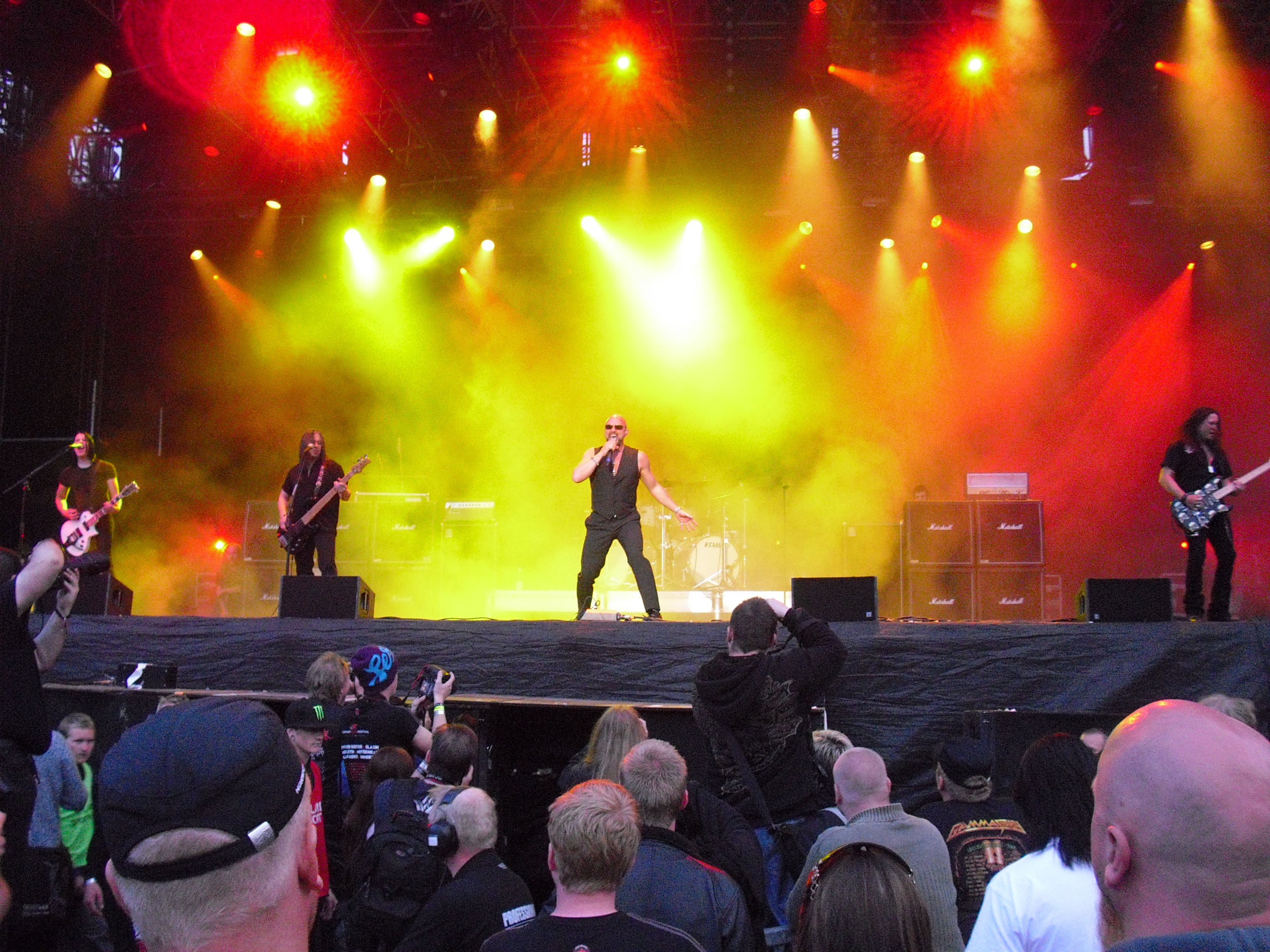
Queensrÿche

Schon in den 1970er Jahren enthielt die Musik von Progressive-Rock-Bands wie King Crimson und Rush Elemente des Hard Rock und übte somit einen Einfluss auf die spätere Entwicklung des Progressive Metal und dessen Vertreter aus (zum Beispiel King Crimsons 21st Century Schizoid Man oder Rushs YYZ).
Mitte der 1980er Jahre integrierten die Metalbands Queensrÿche, Fates Warning und Watchtower wesentliche Elemente des Progressive Rock in ihr eigenes Genre. Während die auf dem Gebiet des Thrash Metal agierenden Watchtower ihre Songs in einer beabsichtigt kalt und distanziert wirkenden jazztypischen Komplexität aufbauten, legte die Power-Metal-Band Fates Warning bei ähnlicher Vorgehensweise deutlich größeren Wert auf (wenn auch unkonventionelle) Melodik und Harmonien. Queensrÿche verbanden ihren klassischen Heavy Metal mit orchestralen Passagen.
Aufgrund des großen Erfolgs dieser Bands in der Metalsubkultur entwickelte sich Ende der 1980er Jahre eine zweite Welle von Progressive-Metal-Bands. Die bis dato erfolgreichste dieser Bands, die auch heute noch große kommerzielle Erfolge erzielt, ist Dream Theater, deren Debütalbum 1989 erschien. Insbesondere der Erfolg ihres Albums Images and Words in den 1990er Jahren legte den Grundstein für die zweite Welle von Progressive-Metal-Bands. Gruppen wie Pain of Salvation, Threshold, Symphony X oder das Projekt Ayreon wurden zu dieser Zeit gegründet und beeinflussten das Genre maßgeblich. Pain of Salvation brachten Einflüsse aus dem Progressive Rock der 1970er Jahre in ihre Musik ein, Ayreon hingegen kombinierten typische Progressive-Metal-Strukturen mit Rockopern. Symphony X schließlich schlugen die Brücke zwischen Power Metal und Progressive Metal. Alle vier Bands werden heute von vielen neuen Progressive-Metal-Bands als Inspirationsquelle genannt.
Bis heute gibt es viele Bandgründungen im Bereich des Progressive Metal, die oftmals auch Aspekte aus anderen Stilrichtungen des Metal aufgreifen, beziehungsweise progressive Elemente in andere Metalgenres einbringen und somit Subgenres kreieren. Die anhaltende Popularität des Progressive Metal wird auch durch den Fortbestand früher Größen wie Queensrÿche, Fates Warning und Dream Theater gesichert.

## Subgenres
Einige Progressive-Metal-Bands lassen auch extremere Metalstilrichtungen in ihre Musik einfließen oder umgekehrt. Bei der Verbindung von Progressive Metal mit Black Metal gilt die norwegische Band Emperor, die auf ihrem zweiten Album Anthems to the Welkin at Dusk Elemente des Progressive Metal aufgriff, als Vorreiter. Diese musikalische Verschmelzung ist in der Black-Metal-Szene jedoch sehr umstritten und wird großenteils abgelehnt. Daher handelt es sich dabei in erster Linie um eine Randerscheinung, die außer Emperor keine kommerziell erfolgreichen Bands aufweisen kann. Im Untergrund haben jedoch Vertreter wie Deathspell Omega aus Frankreich eine gewisse Bekanntheit erreicht, ebenso die Band Negură Bunget aus Rumänien, die eine als „transsilvanische Spiritualität“ bezeichnete Ideologie vertritt.
Verbindungen von Progressive Metal und Death Metal stoßen dagegen innerhalb der Death-Metal-Szene auf weniger Ablehnung. So verbinden Genregrößen wie Death, Meshuggah und Atheist und Edge of Sanity die musikalische Komplexität von Progressive Metal mit Growling und stark verzerrten Gitarren, wie sie im Death Metal üblich sind. Abgesehen von einigen wenigen Bands wie Opeth und Disillusion, die melodische, teils balladeske Elemente in ihre Musik integrieren, können diese Bands allerdings außerhalb der Death-Metal-Szene kaum Erfolge verbuchen.
Einige der wenigen Bands, die Progressive Metal mit Viking Metal vermischen, sind Týr aus Färöer und Enslaved aus Norwegen.

## Stilprägende Bands
Als Pioniere dieses Genres gelten:
- Meshuggah
- Fates Warning
- Queensrÿche
- Watchtower
- Mekong Delta
- King’s X

Etablierte Größen des Genres sind:
- Ayreon
- Devin Townsend
- Dream Theater
- Mastodon
- Obscura
- Opeth
- Pagan’s Mind
- Pain of Salvation
- Symphony X
- Threshold
- Tool

Zu einer Liste aller in der Wikipedia vertretenen Progressive-Metal-Bands siehe Kategorie:Progressive-Metal-Band